# Cornelis Anthony Fannius Scholten
Cornelis Anthony Fannius Scholten (Amsterdam, 1 december 1767 - Den Haag, 16 augustus 1832) was een advocaat en politicus in Den Haag.

## Biografie

### Carrière
Begin 19e eeuw was hij gemachtigde van de vorst van Hohenzollern-Sigmaringen (1801-1802).
Van 16 oktober 1807 tot 1 juli 1810 was hij algemeen secretaris van het departement van de jacht (ingesteld door Koning van Holland, Lodewijk Napoleon).
Tijdens de Omwenteling van 1813 was hij enige dagen commissaris-generaal van het Algemeen Bestuur van Amsterdam (samen met Joan Melchior Kemper).
Tot eind december 1813 Commissaris generaal in de departementen (later: gouverneurs der provinciën): te Amsterdam (voor Noord-Holland en Utrecht).
In 1816 droeg hij zijn goedlopende praktijk in Den Haag over aan zijn zwager (van zijn eerste vrouw) Jeremias Cornelis Faber van Riemsdijk en werd zelf als advocaat toegevoegd aan het Hoog- Geregtshof voor de Financiën en Zeezaken der verenigde Nederlanden.
Later was Fannius Scholten ook president van het College van Raden en Rekenmeesters der Domeinen 1813 en tot zijn overlijden staatsraad in buitengewone dienst.
Voor zijn betrokkenheid bij de omwenteling van 1813, werd hij verheven in de Nederlandse adel bij KB van 16 september 1815 met het praedikaat van Jonkheer.
Van 1826-1832 was hij lid van de Maatschappij der Nederlandse Letterkunde. Hij was kommandeur in de orde van de Nederlandschen Leeuw (1815).

### Persoonlijk
Hij was zoon van Mr. Christiaan Scholten (1722-1799), heer van Aschat en Oud-Haarlem (bij Heemskerk) en Johanna Catharina van Wesele (1733-1783), vrijvrouwe van Oud-Haarlem en dochter van mr. Anthony, vrijheer van Oud-Haarlem, heer van Kortenbosch (Haagambacht) en Cornelia Fannius, vrijvrouwe van Oud-Haarlem.
Hij trouwde driemaal:
- Op 10 oktober 1791 in Den Haag met Cornelia Adriana Johanna van Riemsdijk (1771-1792), dochter van de burgemeester van Haarlem.
- Op 19 oktober 1794 in Amsterdam met zijn nicht Maria Helena du Peijrou (1770-1820), weduwe van Mr. Jacob Tiewelen Beels
- Op 5 september 1821 in Den Haag met Hendriëtta Wilhelmina Finman, geboren te Amsterdam (1777-1841).

Uit de huwelijken zijn geen kinderen geboren zodat de adellijke tak Fannius Scholten met hem uitstierf.

## November 1813
In november 1813 beraamde Gijsbert Karel van Hogendorp een plan om na vertrek van de Franse overheersers het bestuur van het land over te nemen. Hij zocht in Den Haag steun bij vertrouwelingen en andere Oranjegezinden. Eén daarvan was de Haagse advocaat Fannius Scholten, die (als geboren Amsterdammer uit een aanzienlijke familie aldaar) op 18 november 1813 naar Amsterdam was gekomen (gestuurd) om aldaar te proberen ook het Provisioneel Bestuur van deze stad te bewegen zich bij de revolte aan te sluiten. Daar was men niet meteen toe genegen, er heerste angst voor mogelijk terugkerende Franse troepen (niet ongegrond: op 24 nov voltrok de zogenaamde Ramp van Woerden, toen die stad door Franse troepen werd heroverd), maar ook voor chaos en rellen in de stad door de bevolking. Wel werden na enkele dagen Fannius Scholten en jonkheer Joan Melchior Kemper tot het Provisioneel Bestuur van Amsterdam toegelaten.
Nadat op 24 november 300 Kozakken in Amsterdam verschenen onder majoor Marklay (op verzoek van een van de agenten van Van Hogendorp) besloot het Amsterdamse gemeentebestuur het Algemeen Bestuur van Van Hogendorp en Van der Duyn van Maasdam te erkennen (althans hun vertegenwoordigers in Amsterdam).
Nadat op 29 november bekend werd dat de Franse generaal Molitor zich met zijn troepen uit Utrecht had teruggetrokken en de Fransen ook Woerden en Nieuwersluis hadden verlaten durfden meer gemeentebesturen over te gaan naar het kamp van Oranje.
Op 30 november landde prins Willem Frederik, de latere Willem I, in Scheveningen.

Op 1 dec 1813 tekenden Fannius Scholten samen met Joan Melchior Kemper de proclamatie van het Algemeen Bestuur aan de inwoners van Amsterdam, waarin de nieuwe vorst Koning Willem I wordt erkend als soeverein vorst (volgens de brief van Roëll hierover zouden zij dit "alleenlijk als particulieren en niet als gecommitteerden van het Algemeen Bestuur" hebben gedaan):
"Het is geen Willem de Zesde, welken het Nederlandse volk heeft terug gevraagd, zonder te weten wat het eigenlijk van hem te hopen of te verwachten had. Het is Willem I, die als Souverein Vorst, naar den wensch der Nederlanders, onder het volk optreedt".
Naar verluidt was prins Willem Frederik, geneigd om als stadhouder - zoals voor 1795 - aan te treden, maar de bewuste proclamatie (als soeverein vorst) van Kemper/Scholten zorgde voor een momentum dat niet meer te stuiten was.

De volgende dag wordt het Willem I duidelijk dat het aan vertrouwen en instemming voor zijn aanvaarding als soeverein vorst van het volk niet ontbreekt, want de volksvreugde in Amsterdam is overweldigend. De volgende dag legt Willem I dan ook zijn eigen proclamatie af tot aanvaarding van de soevereiniteit:
"Gij wilt het, Nederlanders! dat ik u meer zal zijn dan ik u, zonder mijne afwezigheid, zoude geweest zijn. Uw vertrouwen, Uwe liefde legt de Soevereiniteit in mijne handen… Welaan dan. Ik zal mijne bedenkingen aan uwe wenschen opofferen. Ik aanvaarde wat Nederland mij aanbiedt, maar ik aanvaarde het ook alleen onder waarborging eener vrije constitutie."
De Proclamatie van Willem Frederik, ook wel bekend als de Proclamatie van Willem I, is een aankondiging waarin (op dat moment) prins Willem Frederik aankondigt dat hij is teruggekeerd op Nederlandse bodem. De naam is een verzamelnaam voor een aantal verschillende documenten die bij het Nationaal Archief in Den Haag onder één inventarisnummer worden bewaard. De volledige naam van de archiefstukken is 24 Proclamaties van en namens de Prins van Oranje en van andere autoriteiten over de terugkeer van de Prins, met een oproep van de Hollanders aan de Vlamingen en Brabanders om zich van het juk van de Franse heerschappij te bevrijden, gedrukt. 1813 nov.
Op 2 december gingen Kemper en Scholten naar Haarlem om daar de prins om twaalf uur te verwelkomen (zie brief Kemper aan zijn vrouw). Daarna gingen ze richting Amsterdam, waar zij samen met de prins en de Engelse ambassadeur in zijn open rijtuig de stad binnengingen onder enorm gejuich van de bevolking. Zij wilden zelfs "de paarden afspannen en hen de stad intrekken", wat met grote moeite werd verhinderd. Op het stadhuis op de dam stonden beide heren op het balkon om het gejuich in ontvangst te nemen.

## Nagedachtenis
In de Amsterdamse Staatsliedenbuurt worden de leden van de Driemanschap van 1813 en Fannius Scholten ieder afzonderlijk geëerd met een straatnaam.
- Biografisch Portaal: 01694114
- Digitale Bibliotheek voor de Nederlandse Letteren: scho078
- Gemeinsame Normdatei: 1052715451
- International Standard Name Identifier: 0000 0003 9649 0042
- Nederlandse Thesaurus van Auteursnamen: 07003365X
- Virtual International Authority File: 291434443